# 守銭奴 (1980年の映画)
守銭奴（しゅせんど、L’Avare）は、1980年のフランス映画。ジャン・ジロー、ルイ・ド・フュネス共同監督、ルイ・ド・フュネス主演。
モリエールの同名の戯曲『守銭奴』に基づく。

## あらすじ
『守銭奴#あらすじ』（モリエールの戯曲）の項を参照。

## 制作背景
ルイ・ド・フュネスは、長年この戯曲を舞台で演じていた。しかし1975年に2度の心筋梗塞で入院して以降、舞台に立つことはできなくなっていた。そこで彼はテレビ映画として舞台を撮影することを希望したが、ド・フュネスをこれまで成功に導いてきたプロデューサーのクリスチャン・フェシュネは、むしろ映画館で配給するための映画として制作することを選んだ。
ド・フュネスはモリエールの戯曲を一切カットしないことを望んだ。実際はわずかにクレアントとラ・フレーシュがメモを読む場面が削除されているが、それ以外はほとんど原作に忠実に制作されている。もっともいくつかのアドリブで、例えば裁判所の場面でド・フュネスが得意とするドナルドダックの鳴き真似や、ミサで献金をしつこく要求する女性から逃げる描写などが付け足されている。ミシェル・ガラブリュによると、ド・フュネスがアルパゴン役を演じた背景には母の身振りの記憶があるという。
この映画でルイ・ド・フュネスの相手役を務める準主役には若手俳優が多く起用され、ド・フュネスは必ずしも彼らの技量に満足していなかったという。しかしながら、キャストにはルイ・ド・フュネスの他の映画でおなじみのミシェル・ガラブリュ、クロード・ジェンサック、ギイ・グロッソとミシェル・モド（コンビ・グロッソ・モド）が名を連ね、同じジャン・ジロー監督による『ルイ・ド・フュネスのサントロペシリーズ』をはじめとするルイ・ド・フュネス映画のコメディタッチを彷彿とさせている。
古典戯曲の映画化であるため、他のルイ・ド・フュネス映画には見られない、カメラ目線でのモノローグ（傍白）の台詞が多用される。一部では観客に顔を見せず後ろを向いて傍白を喋る演出もある。

## スタッフ
- 監督 - ジャン・ジロー、ルイ・ド・フュネス（共同監督）
- 脚本 - ジャン・ジロー、ルイ・ド・フュネス（モリエールの戯曲『守銭奴』に基づく）
- 脚色 - シドニー・デテックス
- 演出 - アルベール・ウデルゾ
- 音楽 - ジャン・ビゼー（トランスアトランティック出版）
  - 指揮 - パトリック・マルシャン（フランス語版）
  - 合唱指導 - R. パッサケ
- プロデューサー - クリスチャン・フェシュネ（フランス語版）、ベルナール・アトリグ

## キャスト
- ルイ・ド・フュネス - アルパゴン
- フランク・ダヴィッド（フランス語版） - クレアント
- エルヴェ・ベロン（フランス語版） - ヴァレール
- ミシェル・ガラブリュ - ジャック親方
- クレール・デュプレ - エリーズ
- クロード・ジェンサック - フロシーヌ
- アンヌ・コドリー（フランス語版） - マリアーヌ
- ベルナール・メネズ - ラ・フレーシュ
- ギイ・グロッソ - ブランダヴォワーヌ
- ミシェル・モド - ラ・メルリューシュ

## 評価
この映画は1980年にフランスで2,433,452人の入場者を得た。興行収入では年間第13位である。